# Boutenac-Touvent
Boutenac-Touvent é uma comuna francesa na região administrativa da Nova Aquitânia, no departamento de Charente-Maritime. Estende-se por uma área de 3,11 km². Em 2010 a comuna tinha 232 habitantes (densidade: 74,6 hab./km²).